# Carrer de Rafael de Casanova (el Masnou)
El carrer de Rafael de Casanova és un carrer del municipi del Masnou (Maresme) amb un conjunt arquitectònic protegit com a bé cultural d'interès local.

## Descripció
El carrer de Rafael de Casanova s'estén entre el Torrent d'Umbert (a l'oest) i l'avinguda de Joan XXIII (a l'est) i té un desnivell ascendent d'oest a est.
El carrer té dues parts diferenciades. En una gran part del tram comprès entre el Torrent d'Umbert i el carrer Primer de Maig, s'obre un petit pas comunitari formant un petit carrer paral·lel (carrer de la Caterra) entre les façanes de les cases i un pati davanter. El desnivell existent entre el carrer i aquest pas fa que a sota d'aquests patis s'hi hagin construït garatges o petits habitatges d'una única planta. També és característic d'aquest tram escales d'accés al carrer de la Caterra des del carrer Rafael de Casanova. La resta del carrer es caracteritza per les façanes de les cases que estan enretirades del pla de carrer i amb un pati davanter que fa també d'accés a l'habitatge.
Les cases consten de planta baixa i planta pis, però a algunes se'ls hi ha afegit una planta més. La major part de cobertes són a dos vessants amb el carener paral·lel a la façana principal, orientada a migdia. Les façanes estan marcades per una composició simètrica a través de dos eixos de verticalitat definits per les obertures: porta d'accés i finestra lateral a la planta baixa i dues finestres a la planta pis. Els brancals, llindes i ampits de les obertures que no han estat modificades són de pedra vista treballada.